# Kochiomyces
Kochiomyces är ett släkte av svampar. Kochiomyces ingår i familjen Spizellomycetaceae, ordningen Spizellomycetales, klassen Chytridiomycetes, divisionen pisksvampar och riket svampar.
|             | Rhizophlyctis                            |
|             |                                          |
|             | Karlingia                                |
|             |                                          |
|             | Gaertneriomyces                          |
|             |                                          |
|             | Powellomyces                             |
|             |                                          |
|             | Spizellomyces                            |
|             |                                          |
| Kochiomyces | \| \| Kochiomyces dichotomus \| \| \| \| |
|             | \| \| Kochiomyces dichotomus \| \| \| \| |
|             | Kochiomyces dichotomus                   |
|             |                                          |

|  | Kochiomyces dichotomus |
|  |                        |